# جام قهرمانی فوتبال ایران ۱۳۳۶

ترکیب اصلی تاج در خرداد ۱۳۳۶

جام قهرمانی فوتبال ایران ۱۳۳۶ اولین دوره جام قهرمانی فوتبال ایران که توسط فدراسیون فوتبال ایران برگزار شد. و با قهرمانی تاج تهران به پایان رسید.
تیم تاج تهران با ۶ پیروزی و یک مساوی و بدون باخت فاتح این رقابت‌ها شد. . 

## توضیح مسابقات
در سال ۱۳۳۵، فدراسیون فوتبال ایران از دوازده استان(تعداد استان‌های وقت ایران) صاحب فوتبال خواست تا هر کدام قهرمان منطقه خود را جهت شرکت در مسابقات جام قهرمانی فوتبال ایران معرفی کنند. از میان شهرها این اصفهان بود که میزبانی رقابت‌ها را بر عهده گرفت تا پذیرای ۱۲ تیم برتر ایران باشد. این ۱۲ تیم در کنار تیم‌های دیگری مانند دارایی تهران و شاهین تهران در آن زمان بهترین باشگاه‌های فوتبال ایران بودند.
قرار بر آن شد که مسابقات در دو گروه ۶ تیمی انجام شود، از هر گروه دو تیم به نیمه‌نهایی صعود کنند و در نیمه نهایی چهار تیم صعود کرده به صورت ضربدری به مصاف هم بروند؛ با مشخص شدن نتایج نیمه‌نهایی، تیم‌های بازنده دیدار رده‌بندی و تیم‌های پیروز برای معرفی اولین قهرمان تاریخ فوتبال باشگاهی در ایران مسابقه نهایی را برگزار کنند.
مرحله گروهی شروع ۱۹ شهریور
- گروه (الف) : تاج تهران، شاهین آبادان، جم کرمانشاه، تاج اهواز، شاهین رضاییه، شاهین اصفهان
- گروه (ب)  : کلنی مموریال تبریز، راه کرمان، ایران جوان بوشهر، ویشتاسب ساری، برق شیراز، آریا مشهد
- در پایان مرحله گروهی تیم‌های تاج تهران، شاهین آبادان، کلنی تبریز، راه کرمان موفق به صعود شدند.
- در این مرحله کلنی تبریز با پنج پیروزی بدون شکست و تساوی، بهترین تیم مرحله گروهی بود.
- تیم تاج تهران با ۳۰ گل زده بهترین خط حمله را از آن خود ساخت.
- تیم ویشتاسب ساری بدون کسب امتیاز با ۵ شکست ضعیف‌ترین تیم مرحله گروهی بود.
- تیم‌های جم کرمانشاه (۹ بر ۰)و تاج اهواز (۹ بر ۱) با شکست مقابل تاج تهران، بدترین شکست‌های جام را پذیرا بودند.
- با توجه به نتایج مرحله گروهی اکثریت علاقه‌مندان، تیم‌های کلنی تبریز و تاج تهران را برنده بازیهای نیمه نهایی می‌دانستند.

نیمه‌نهایی ۲۹ شهریور
- در این مرحله تاج با دو گل راه کرمان را راهی دیدار رده‌بندی کرد و کلنی تبریز در دیداری پرگل به سختی از سد شاهین آبادان گذشت.
- به دلیل عدم آگاهی و کمبود تجربه و شناخت حرفه‌ای، مسئولان برگزاری مسابقات فینال و رده‌بندی را بدون توجه به خطر آسیب دیدگی بازیکنان یک روز بعد از دیدارهای نیمه‌نهایی برگزار کردند.

رده‌بندی ۳۰ شهریور
- تیم های شاهین آبادان و راه کرمان برای جایگاه سومی مقابل هم قرار گرفتند که در پایان آبادانی‌ها پیروز میدان بودند.

فینال ۳۰ شهریور
- تیم‌های تاج تهران و کلنی تبریز در دیداری حساس مقابل هم صف آرایی کردند تا نام خود را به عنوان اولین قهرمان لیگ باشگاهی در ایران ثبت کنند.
- با توجه به نتایج دو تیم در مرحله گروهی، انتظار همگان یک دیدار پر هیجان و سخت بود اما تیم کلنی که روز قبل دیداری دشوار مقابل شاهین آبادان را برگزار کرده بود با بازیکنان خسته و بی‌رمق در مقابل تاج صف آرایی کرد .  کلنی از ابتدا نشان داد توانی برای رقابت در فینال را ندارد  و بسیار ضعیف ظاهر شد و در دیداری تقریباً یک‌طرفه با ۳ گل مغلوب آبی پوشان پایتخت شد.
- گلهای تاج را افشار زاده (۲ گل) و علی‌زاده به ثمر رساندند.
- قهرمان: تاج تهران
- نایب‌قهرمان: کلنی مموریال تبریز
- مقام سوم: شاهین آبادان
- دو بازیکن کلنی و یک بازیکن تاج به دلیل فشار مسابقات در دیدار پایانی مصدوم شدند.
- بعد از دیدار نهایی مسئولان هر دو تیم تاج و کلنی به برنامه‌ریزی مسابقات به شدت معترض بودند.
- تیم تاج تهران اولین قهرمان لیگ فوتبال ایران شد و کلنی و شاهین آبادان هم در جایگاه دوم و سوم قرار گرفتند.
- از نکات قابل توجه در اولین دوره جام قهرمانی فوتبال ایران می‌توان به این نکته اشاره کرد که تیم کلنی تبریز (تیم دوم رقابت‌ها) در دومین دوره قهرمان ایران شد و شاهین آبادان (تیم سوم رقابت‌ها) در سومین دوره قهرمان ایران شد.[۹]

## نتایج مسابقات
رقابت‌ها در قالب ۲ گروه ۶ تیمی آغاز شد.

#### گروه الف
| تیم          | امتیاز | بازی | برد | مساوی | باخت | گل‌زده | گل‌خورده | تفاضل‌گل |
| ------------ | ------ | ---- | --- | ----- | ---- | ----- | ------- | ------- |
| تاج تهران    | ۹      | ۵    | ۴   | ۱     | ۰    | ۳۰    | ۴       | ۲۶+     |
| شاهین آبادان | ۸      | ۵    | ۳   | ۲     | ۰    | ۱۸    | ۷       | ۱۱+     |
| تاج اهواز    | ۶      | ۵    | ۲   | ۲     | ۱    | ۱۲    | ۱۵      | ۳-      |
| شاهین اصفهان | ۴      | ۵    | ۱   | ۲     | ۲    | ۵     | ۹       | ۴-      |
| شاهین رضاییه | ۲      | ۵    | ۰   | ۲     | ۳    | ۳     | ۱۵      | ۱۲-     |
| جم کرمانشاه  | ۱      | ۵    | ۰   | ۱     | ۴    | ۳     | ۲۱      | ۱۸-     |

|  |

تاج تهران ۹–۱ تاج اهواز (۱۹ شهریور ۱۳۳۶)
شاهین آبادان ۵–۰ جم کرمانشاه (۱۹ شهریور ۱۳۳۶)
شاهین اصفهان ۱–۱ شاهین رضاییه (۱۹ شهریور ۱۳۳۶)
تاج تهران ۲–۰ شاهین اصفهان (۲۱ شهریور ۱۳۳۶)
شاهین آبادان ۳–۳ تاج اهواز (۲۱ شهریور ۱۳۳۶)
شاهین رضاییه ۰–۰ جم کرمانشاه (۲۱ شهریور ۱۳۳۶)
تاج تهران ۳–۳ شاهین آبادان (۲۴ شهریور ۱۳۳۶)
تاج اهواز ۳–۱ شاهین رضاییه (۲۴ شهریور ۱۳۳۶)
شاهین اصفهان ۳–۲ جم کرمانشاه (۲۴ شهریور ۱۳۳۶)
تاج تهران ۹–۰ جم کرمانشاه (۲۶ شهریور ۱۳۳۶)
شاهین آبادان ۴–۱ شاهین رضاییه (۲۶ شهریور ۱۳۳۶)
تاج اهواز ۱–۱ شاهین اصفهان (۲۶ شهریور ۱۳۳۶)
تاج تهران ۷–۰ شاهین رضاییه (۲۸ شهریور ۱۳۳۶)
شاهین آبادان ۳–۰ شاهین اصفهان (۲۸ شهریور ۱۳۳۶)
تاج اهواز ۴–۱ جم کرمانشاه (۲۸ شهریور ۱۳۳۶)

#### گروه ب
| تیم              | امتیاز | بازی | برد | مساوی | باخت | گل‌زده | گل‌خورده | تفاضل‌گل |
| ---------------- | ------ | ---- | --- | ----- | ---- | ----- | ------- | ------- |
| کلنی تبریز       | ۱۰     | ۵    | ۵   | ۰     | ۰    | ۱۸    | ۲       | ۱۶+     |
| راه کرمان        | ۸      | ۵    | ۴   | ۰     | ۱    | ۱۵    | ۴       | ۱۱+     |
| ایران جوان بوشهر | ۵      | ۵    | ۲   | ۱     | ۲    | ۱۱    | ۱۲      | ۱-      |
| برق شیراز        | ۴      | ۵    | ۱   | ۲     | ۲    | ۷     | ۸       | ۱-      |
| آریا مشهد        | ۳      | ۵    | ۱   | ۱     | ۳    | ۴     | ۱۰      | ۶-      |
| ویشتاسب ساری     | ۰      | ۵    | ۰   | ۰     | ۵    | ۲     | ۲۱      | ۱۹-     |

کلونی تبریز ۵–۱ آریا مشهد (۱۹ شهریور ۱۳۳۶)
راه کرمان ۶–۱ ویشتاسب ساری (۱۹ شهریور ۱۳۳۶)
ایران جوان بوشهر ۲–۲ برق شیراز (۱۹ شهریور ۱۳۳۶)
کلونی تبریز ۳–۰ ایران جوان بوشهر (۲۱ شهریور ۱۳۳۶)
راه کرمان ۲–۰ آریا مشهد (۲۱ شهریور ۱۳۳۶)
برق شیراز ۴–۰ ویشتاسب ساری (۲۱ شهریور ۱۳۳۶)
کلونی تبریز ۱–۰ راه کرمان (۲۴ شهریور ۱۳۳۶)
ایران جوان بوشهر ۴–۱ ویشتاسب ساری (۲۴ شهریور ۱۳۳۶)
برق شیراز ۰–۰ آریا مشهد (۲۴ شهریور ۱۳۳۶)
کلونی تبریز ۳–۱ برق شیراز (۲۶ شهریور ۱۳۳۶)
راه کرمان ۴–۲ ایران جوان بوشهر (۲۶ شهریور ۱۳۳۶)
آریا مشهد ۱–۰ ویشتاسب ساری (۲۶ شهریور ۱۳۳۶)
کلونی تبریز ۶–۰ ویشتاسب ساری (۲۸ شهریور ۱۳۳۶)
راه کرمان ۳–۰ برق شیراز (۲۸ شهریور ۱۳۳۶)
ایران جوان بوشهر ۳–۲ آریا مشهد (۲۸ شهریور ۱۳۳۶)

## نگارخانه

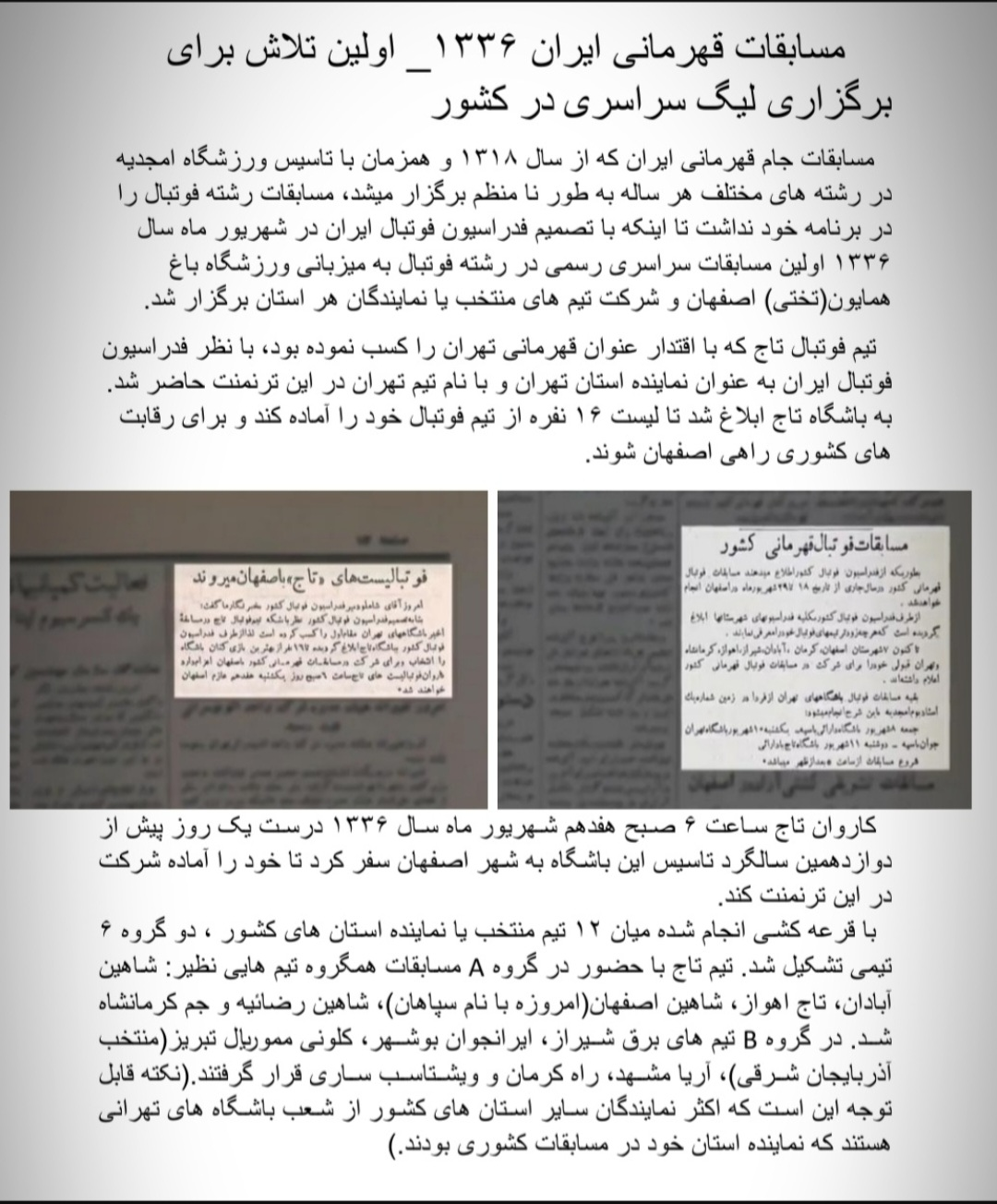
نشریات ۱۳۳۶ ، معرفی تاج تهران به عنوان نماینده تهران

بازیکنان تاج قهرمان جام باشگاه‌های تهران و نماینده تهران در مسابقات جام قهرمانی فوتبال ایران ۱۳۳۶
بازیکنان تاج و جام قهرمانی مسابقات جام قهرمانی فوتبال ایران ۱۳۳۶
ترکیب اصلی تاج در خرداد ۱۳۳۶
علی دانایی‌فرد، پرویز خسروانی و سایر بازیکنان تاج تهران پس از قهرمانی در مسابقات جام قهرمانی فوتبال ایران ۱۳۳۶
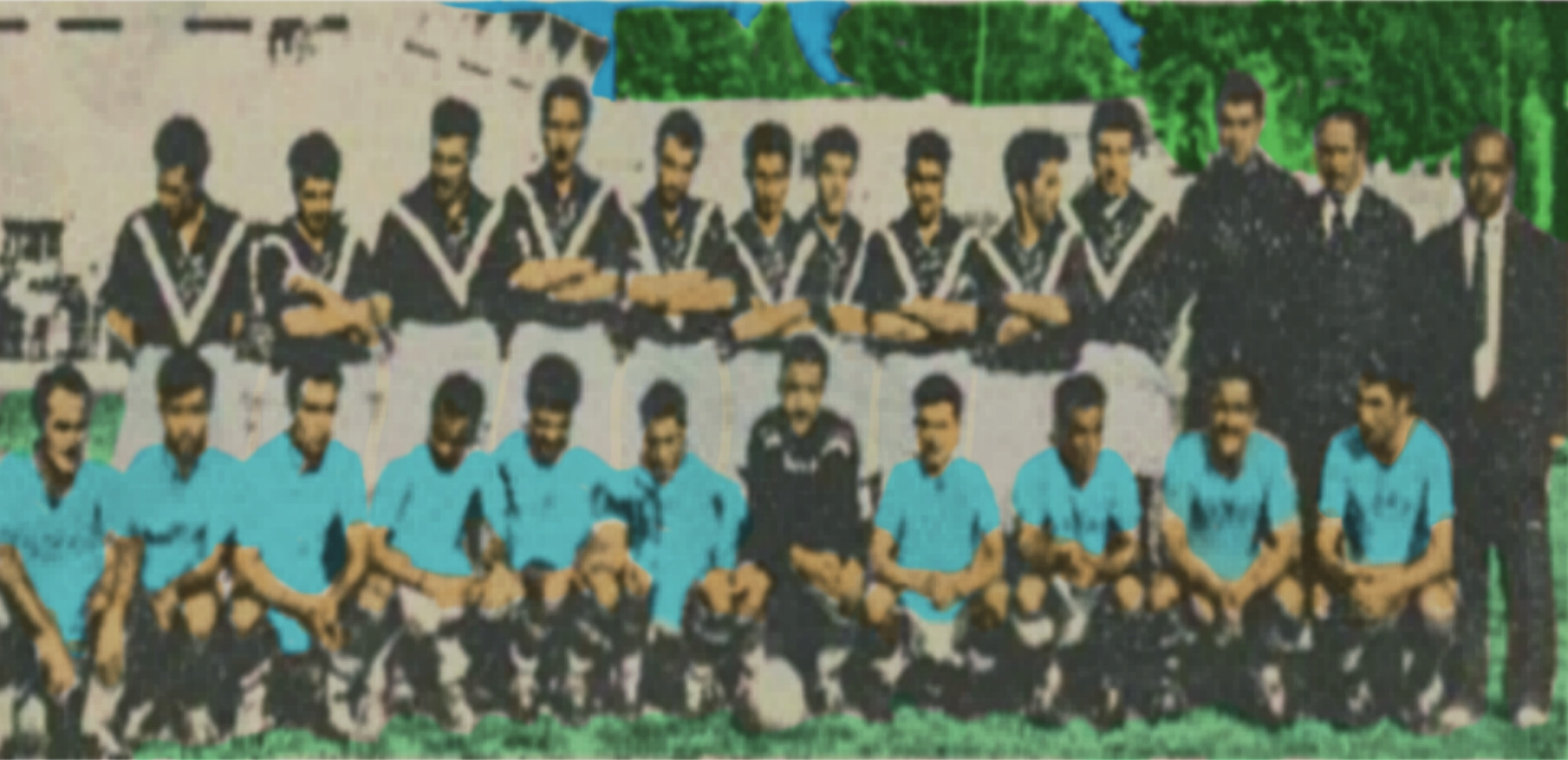
تیم تاج و کلونی مموریال تبریز در فینال جام قهرمانی فوتبال ایران

### نیمه نهایی
تاج تهران ۲–۰ راه کرمان
۲۹ شهریور ۱۳۳۶
کلونی تبریز ۴–۲ شاهین آبادان
۲۹ شهریور ۱۳۳۶

### رده‌بندی
شاهین آبادان ۲–۱ راه کرمان
۳۰ شهریور ۱۳۳۶

### فینال
تاج تهران ۳–۰ کلونی مموریال تبریز
گلزنان: افشار زاده (۲)، علیزاده (۱)
۳۰ شهریور ۱۳۳۶

## جدول کلی مسابقات
| رتبه | تیم                | تعداد بازی | برد | مساوی | باخت | زده | خورده | تفاضل گل | امتیاز |
| ---- | ------------------ | ---------- | --- | ----- | ---- | --- | ----- | -------- | ------ |
| ۱    | تاج تهران          | ۷          | ۶   | ۱     | ۰    | ۳۵  | ۴     | ۳۱+      | ۱۳     |
| ۲    | کلنی مموریال تبریز | ۷          | ۶   | ۰     | ۱    | ۲۲  | ۷     | ۱۵+      | ۱۲     |
| ۳    | شاهین آبادان       | ۷          | ۴   | ۲     | ۱    | ۲۲  | ۱۲    | ۱۰+      | ۱۰     |
| ۴    | راه کرمان          | ۷          | ۴   | ۰     | ۳    | ۱۶  | ۸     | ۸+       | ۸      |
| ۵    | تاج اهواز          | ۵          | ۲   | ۲     | ۱    | ۱۲  | ۱۵    | ۳-       | ۶      |
| ۶    | ایران جوان بوشهر   | ۵          | ۲   | ۱     | ۲    | ۱۱  | ۱۲    | ۱-       | ۵      |
| ۷    | برق شیراز          | ۵          | ۱   | ۲     | ۲    | ۷   | ۸     | ۱-       | ۴      |
| ۸    | شاهین اصفهان       | ۵          | ۱   | ۲     | ۲    | ۵   | ۹     | ۴-       | ۴      |
| ۹    | آریا مشهد          | ۵          | ۱   | ۱     | ۳    | ۴   | ۱۰    | ۶-       | ۳      |
| ۱۰   | شاهین رضاییه       | ۵          | ۰   | ۲     | ۳    | ۳   | ۱۵    | ۱۲-      | ۲      |
| ۱۱   | جم کرمانشاه        | ۵          | ۰   | ۱     | ۴    | ۳   | ۲۱    | ۱۸+      | ۱      |
| ۱۲   | ویشتاسب ساری       | ۵          | ۰   | ۰     | ۵    | ۲   | ۲۱    | ۱۹-      | ۰      |

## قهرمان
| قهرمان جام قهرمانی ایران ۱۳۳۶ |
| ----------------------------- |
| تاج تهران                     |
| اولین قهرمانی                 |

## نگاه کلی
فدراسیون وقت فوتبال ایران بعد از مدتها تلاش و پیگیری با وجود تمامی کم و کاستی‌ها سرانجام اولین رقابتهای سراسری فوتیال کشور را برگزار و به بایان رساند.از اول هم مشخص بود اولین دوره ضعفهای بسیاری خواهد داشت. اما  با وجود اشکالاتی همچون اسکان پر ایراد تیمها زمین‌های غیر استاندارد و خاکی. نبود جایگاه تماشاگران، برنامه ریزی شتاب زده و ...... هیچکدام مانع آن نشد تا بالاخره شاهد مسابقاتی سراسری باشیم.